# Schwarzer Dachsberg
Schwarzer Dachsberg ist eine 482 Meter hohe Erhebung im Falkensteiner Vorwald, einem Teil des Bayerischen Waldes, im Landkreis Straubing-Bogen auf der Gemarkung Dachsberg in der Gemeinde Haselbach. Die im Westen in südlicher Richtung fließende Menach liegt etwa 90 Meter tiefer.
Die nächstgelegene höhere Erhebung ist im Osten der 1,2 Kilometer entfernte liegende 541 Meter hohe Talberg. Der nördlich liegende Oberberg hat 478 Meter.
Die größten Siedlungen der ehemaligen Gemeinde Dachsberg liegen auf den Hängen des Schwarzen Dachsbergs. Die Bebauung nördlich des höchsten Punktes zählt zum Dorf Schwarzendachsberg, die südlich davon zum Weiler Weißendachsberg.